# Trận Fredericksburg thứ hai
Bản mẫu:Campaignbox Chancellorsville Campaign
Trận Fredericksburg thứ hai, hay còn gọi là Trận đồi Marye's Heights lần thứ hai, diễn ra vào ngày 3 tháng 5 năm 1863 tại Fredericksburg, Virginia, như một phần của Trận Chancellorsville của cuộc Nội chiến Hoa Kỳ.
Quân Liên bang miền Bắc trong trận này đã chọc thủng được trung quân của Liên minh miền Nam, và giành chiến thắng. Cả hai đoàn quân đều bị tổn thất khoảng 2 nghìn người.
Trận thắng này của quân miền Bắc gần như là hoàn toàn diễn ra ở nơi chiến địa của trận Fredericksburg hồi năm 1862.